# Tênis nos Jogos Pan-Americanos de 2019 - Duplas mistas
A competição das duplas mistas foi um dos eventos do tênis nos Jogos Pan-Americanos de 2019, em Lima. Foi disputada no Club Lawn Tennis de La Exposición, em Lima entre os dias 30 de julho e 3 de agosto. 

## Calendário
Horário local (UTC-5).
| Data        | Horário | Fase             |
| ----------- | ------- | ---------------- |
| 30 de julho | 19:06   | Oitavas de final |
| 1 de agosto | 15:13   | Quartas de final |
| 2 de agosto | 19:49   | Semifinal        |
| 3 de agosto | 19:40   | Final            |

## Medalhistas
| Ouro   | CHI Nicolás Jarry e Alexa Guarachi       |
| Prata  | BOL Federico Zeballos e Noelia Zeballos  |
| Bronze | PER Sergio Galdós e Anastasia Iamachkine |

## Cabeças-de-chave
1. CHI Nicolás Jarry / CHI María Irigoyen (Campeões)
2. BRA João Menezes / BRA Luisa Stefani (Quartas-de-final)
3. BOL Federico Zeballos / BOL Noemia Zeballos (Final, medalha de prata)

## Chaveamento
| - Q = Qualifier - WC = Wild Card - LL = Lucky Loser | - Alt = Alternativo (alternate) - SE = Special Exempt - PR = Ranking protegido (protected ranking) | - w/o = Desistência (walkover) - r = Abandono (retired) - d = Desclassificação (default) |

### Finais
|  | Semifinal | Semifinal                                  | Semifinal                                  | Semifinal | Semifinal |                                            |   | Final                                   | Final                                      | Final               | Final               | Final               |
|  |           |                                            |                                            |           |           |                                            |   |                                         |                                            |                     |                     |                     |
|  | 1         | CHI Nicolás Jarry CHI Alexa Guarachi       | 6                                          | 6         |           |                                            |   |                                         |                                            |                     |                     |                     |
|  |           | GUA Wilfredo González GUA Andre Weedon     | 1                                          | 2         |           |                                            |   |                                         |                                            |                     |                     |                     |
|  |           | GUA Wilfredo González GUA Andre Weedon     | 1                                          | 2         | 1         | CHI Nicolás Jarry CHI Alexa Guarachi       | 6 | 6                                       |                                            |                     |                     |                     |
|  |           |                                            |                                            |           |           | CHI Nicolás Jarry CHI Alexa Guarachi       | 6 | 6                                       |                                            |                     |                     |                     |
|  |           | 3                                          | BOL Federico Zeballos BOL Noellia Zeballos | 1         | 3         |                                            |   |                                         |                                            |                     |                     |                     |
|  | 3         | 3                                          | BOL Federico Zeballos BOL Noellia Zeballos | 1         | 3         | BOL Federico Zeballos BOL Noellia Zeballos | 1 | 6                                       | [10]                                       |                     |                     |                     |
|  | 3         |                                            |                                            |           |           | BOL Federico Zeballos BOL Noellia Zeballos | 1 | 6                                       | [10]                                       |                     |                     |                     |
|  |           | PER Sergio Galdos PER Anastasia Iamachkine | 6                                          | 4         | [2]       |                                            |   | Disputa pelo bronze                     | Disputa pelo bronze                        | Disputa pelo bronze | Disputa pelo bronze | Disputa pelo bronze |
|  |           |                                            |                                            |           |           |                                            |   | GUA Wilfredo González GUA Andrea Weedon | 5                                          | 1                   |                     |                     |
|  |           |                                            |                                            |           |           |                                            |   |                                         | PER Sergio Galdos PER Anastasia Iamachkine | 7                   | 6                   |                     |

### Chave superior
| Oitavas de final | Oitavas de final           | Oitavas de final | Oitavas de final | Oitavas de final |  |  | Quartas de final | Quartas de final                | Quartas de final | Quartas de final | Quartas de final |  |  | Semifinal | Semifinal                   | Semifinal | Semifinal | Semifinal |
|                  |                            |                  |                  |                  |  |  |                  |                                 |                  |                  |                  |  |  |           |                             |           |           |           |
|                  |                            |                  |                  |                  |  |  |                  |                                 |                  |                  |                  |  |  |           |                             |           |           |           |
|                  |                            |                  |                  |                  |  |  | 1                | CHI N Jarry CHI A Guarachi      | 6                | 6                |                  |  |  |           |                             |           |           |           |
|                  | USA S Riffice USA A Graham | 3                | 6                | [3]              |  |  |                  | COL S Giraldo COL M Osório      | 2                | 3                |                  |  |  |           |                             |           |           |           |
|                  | COL S Giraldo COL M Osório | 6                | 3                | [10]             |  |  |                  |                                 |                  |                  |                  |  |  | 1         | CHI N Jarry CHI A Guarachi  | 6         | 6         |           |
|                  |                            |                  |                  |                  |  |  |                  |                                 |                  |                  |                  |  |  |           | GUA W González GUA A Weedon | 1         | 2         |           |
|                  |                            |                  |                  |                  |  |  |                  | DOM J Hernández DOM K Williford | 2                | 5                |                  |  |  |           |                             |           |           |           |
|                  |                            |                  |                  |                  |  |  |                  | GUA W González GUA A Weedon     | 6                | 7                |                  |  |  |           |                             |           |           |           |
|                  |                            |                  |                  |                  |  |  |                  |                                 |                  |                  |                  |  |  |           |                             |           |           |           |

### Chave inferior
| Oitavas de final | Oitavas de final              | Oitavas de final | Oitavas de final | Oitavas de final |  |  | Quartas de final | Quartas de final              | Quartas de final | Quartas de final | Quartas de final |  |  | Semifinal | Semifinal                     | Semifinal | Semifinal | Semifinal |
|                  |                               |                  |                  |                  |  |  |                  |                               |                  |                  |                  |  |  |           |                               |           |           |           |
|                  |                               |                  |                  |                  |  |  |                  |                               |                  |                  |                  |  |  |           |                               |           |           |           |
|                  |                               |                  |                  |                  |  |  |                  | MEX M Sánchez MEX G Olmos     | 2                | 6                | [5]              |  |  |           |                               |           |           |           |
|                  |                               |                  |                  |                  |  |  | 3                | BOL F Zeballos BOL N Zeballos | 6                | 2                | [10]             |  |  |           |                               |           |           |           |
|                  |                               |                  |                  |                  |  |  |                  |                               |                  |                  |                  |  |  | 3         | BOL F Zeballos BOL N Zeballos | 1         | 6         | [10]      |
|                  | ARG F Cerúndolo ARG V Bosio   | 3                | 1                |                  |  |  |                  |                               |                  |                  |                  |  |  |           | PER S Galdós PER A Iamachkine | 6         | 4         | [2]       |
|                  | PER S Galdós PER A Iamachkine | 6                | 6                |                  |  |  |                  | PER S Galdós PER A Iamachkine | 7                | 6                |                  |  |  |           |                               |           |           |           |
|                  |                               |                  |                  |                  |  |  | 2                | BRA J Menezes BRA L Stefani   | 5                | 4                |                  |  |  |           |                               |           |           |           |
|                  |                               |                  |                  |                  |  |  |                  |                               |                  |                  |                  |  |  |           |                               |           |           |           |